# Трясовина (фільм, 1977)
«Трясовина» (рос. «Трясина») — радянський художній фільм, знятий у 1977 році режисером Григорієм Чухраєм на кіностудії «Мосфільм».

## Сюжет
Дія відбувається в роки Німецько-радянської війни. У селянки Мотрони Бистрової вбили чоловіка на фронті і старший син зник безвісти. Мотрона вирішує будь-якою цінуою зберегти молодшого сина і ховає його від призову в армію на горищі будинку. Дезертир і його мати стають знедоленими людьми…

## У ролях
- Нонна Мордюкова —  Мотрона Бистрова
- Вадим Спиридонов —  Степан, старший син Мотрони
- Андрій Ніколаєв —  Дмитро, молодший син Мотрони
- Валентина Теличкіна —  Ніна, наречена Степана
- Валерій Носик —  Гриша, листоноша
- Володимир Гусєв —  Міша
- Галина Мікеладзе —  Катя
- Аркадій Смирнов —  Корнаков
- Віра Кузнецова —  Корнакова
- Микола Дупак —  Ілля Захарович, голова колгоспу
- Іван Рижов —  піп
- Валентина Ушакова —  Марія
- Ірина Корабльова —  Таня
- Ніна Агапова —  Фаїна, продавчиня
- Володимир Басов —  Петя Корнаков
- Марія Виноградова —  стара в будинку у попа
- Лідія Драновська —  жителька села
- Станіслав Коренєв —  секретар з міста
- Володимир Заманський —  воєнком
- Лариса Кронберг —  жителька села
- Світлана Жгун —  жителька села
- Антоніна Максимова —  жителька села
- Володимир Піцек —  Бичков, водій вантажівки
- Сергій Подгорний —  Сергійко Семенов
- Тамара Яренко —  Віра, мешканка села
- Тетяна Ташкова —  Ліда, дружина Степана
- Петро Тодоровський —  епізод
- Тетяна Ігнатова —  жителька села
- Данило Нетребін —  Данило Матвійович, дільничний інспектор
- Юрій Сучков —  фотограф
- Віра Благовидова —  стара в черзі за хлібом
- Тамара Логінова —  попутниця Степана
- Тетяна Кузнецова —  гостя на весіллі Тані

## Знімальна група
- Режисер — Григорій Чухрай
- Сценаристи — Віктор Мережко, Григорій Чухрай
- Оператори — Юрій Сокіл, Михайло Демуров
- Композитор — Михайло Зів
- Художник — Костянтин Степанов